# Taima
Pour les articles homonymes, voir Tayma.
Taima est un prénom.

## Sens et origine du nom
- Prénom féminin nord-amérindien[1].
- Prénom dont l'origine pourrait être d'une autre langue, voire du nom d'un lieu dont l'origine serait elle amérindienne.

## Prénom de personnes célèbres et fréquence
- Prénom rare et aujourd'hui peu usité aux États-Unis [2].
- Prénom très peu usité en France, utilisé pour la première fois en 1985, avec moins d'une dizaine d'occurrences par an depuis cette date[3].

## Domaine musical
- Taima était le nom d'un duo musical folk formé de la chanteuse inuk Elisapie Isaac et du musicien Alain Auger.  En inuktitut, le nom Taima signifie « Assez ! C’est terminé. Passons à autre chose ».